# 岡部長著
岡部 長著（おかべ ながあきら）は、江戸時代中期の大名。和泉国岸和田藩の第5代藩主。官位は従五位下美濃守。岸和田藩岡部家6代。

## 略歴
第4代藩主・岡部長敬の長男として岸和田城にて誕生。母は側室と言われている。幼名は豊次郎。
父と正室の間に2人の息子があったがいずれも早世したため、側室の子ながら世子となり、享保9年（1724年）の父の死去により跡を継いだ。この頃から岸和田藩の藩財政が窮乏化していたため、倹約令を奨励する17条の法令を制定する。これは長著公享保之条目といわれた。また、文武を奨励するなどした。自らも絵画や能楽に優れていたといわれている。なお、寛延元年（1748年）には、大坂での朝鮮通信使接待を担当した。
宝暦6年（1756年）5月10日、次男・長住に家督を譲って隠居し、直後の6月4日に江戸にて死去した。享年46。墓所は大阪府岸和田市の十輪寺。

## 系譜
- 父：岡部長敬
- 母：側室
- 正室：松平乗邑娘
  - 次男：岡部長住（1740-1809）
- 生母不明の子女
  - 四男：岡部長修（1746-1796） - 岡部長住の養子
  - 五男：岡部長房
  - 女子：久世広明正室
  - 女子：内藤政陽正室
  - 女子：朝比奈稠池室
  - 女子：岡部長剛正室
  - 女子：岡部長堅室